# Grand Prix de Plouay 2022
Il Grand Prix de Plouay - Lorient - Agglomération Trophée CERATIZIT 2022, ventunesima edizione della corsa, valevole come ventesima prova dell'UCI Women's World Tour 2022 categoria 1.WWT, si è svolta il 27 agosto 2022 su un percorso di 158,4 km, con partenza e arrivo a Plouay, in Francia. La vittoria andò alla spagnola Mavi García, la quale completò il percorso in 4h02'16", alla media di 39,229 km/h, precedendo l'olandese Amber Kraak e l'australiana Grace Brown.
Sul traguardo di Plouay 93 cicliste, su 141 partite dalla medesima località, portarono a termine la competizione.

## Squadre e corridori partecipanti
| N.      | Cod. | Squadra                           |
| ------- | ---- | --------------------------------- |
| 1-6     | TFS  | Trek-Segafredo                    |
| 11-16   | ARK  | Arkéa Pro Cycling Team            |
| 21-26   | TIB  | EF Education-Tibco-SVB            |
| 31-36   | LIV  | Liv Racing Xstra                  |
| 41-46   | FSF  | FDJ Suez Futuroscope              |
| 51-56   | UAD  | UAE Team ADQ                      |
| 61-66   | DSM  | Team DSM                          |
| 71-76   | SDW  | Team SD Worx                      |
| 81-85   | JVW  | Jumbo-Visma Women Team            |
| 91-96   | VAL  | Valcar-Travel & Service           |
| 101-106 | CSR  | Canyon-SRAM Racing                |
| 111-116 | SRC  | Stade Rochelais Charente-Maritime |

| N.      | Cod. | Squadra                       |
| ------- | ---- | ----------------------------- |
| 121-126 | WNT  | Ceratizit-WNT Pro Cycling     |
| 131-136 | PHV  | Parkhotel Valkenburg          |
| 141-146 | HPW  | Human Powered Health          |
| 151-156 | MOV  | Movistar Team Women           |
| 161-166 | CGS  | Roland Cogeas Edelweiss Squad |
| 171-176 | BEX  | Team BikeExchange-Jayco       |
| 181-186 | AUB  | St Michel-Auber 93            |
| 191-196 | COF  | Cofidis Women Team            |
| 201-206 | ETB  | Emotional.fr-Tornatech-GSC    |
| 211-216 | IBC  | IBCT                          |
| 221-226 | ILP  | InstaFund Racing              |
| 231-236 | DRP  | Le Col-Wahoo                  |

## Ordine d'arrivo (Top 10)
| Pos. | Corridore           | Squadra | Tempo    |
| ---- | ------------------- | ------- | -------- |
| 1    | Mavi García         | UAE     | 4h02'16" |
| 2    | Amber Kraak         | Jumbo   | s.t.     |
| 3    | Grace Brown         | FDJ     | a 5"     |
| 4    | Ilaria Sanguineti   | Valcar  | s.t.     |
| 5    | Gladys Verhulst     | Le Col  | s.t.     |
| 6    | Elise Chabbey       | Canyon  | s.t.     |
| 7    | Tamara Dronova      | Roland  | s.t.     |
| 8    | Kata Blanka Vas     | SD Worx | s.t.     |
| 9    | Juliette Labous     | DSM     | a 8"     |
| 10   | Audrey Cordon-Ragot | Trek    | a 11"    |